# إيدا ماكين
إيدا ماكين (بالإنجليزية: Ida McCain)‏ هي مهندسة معمارية أمريكية، ولدت في 27 أغسطس 1884 في فورت كولنز في الولايات المتحدة، وتوفيت في 1937.